# Забродин, Юрий Михайлович
Ю́рий Миха́йлович Забро́дин (26 октября 1940, Ленинград, СССР — 8 декабря 2021, Москва, Россия) — советский и российский психолог, доктор психологических наук, профессор, проректор по межведомственному взаимодействию, советник при ректорате Московского государственного психолого-педагогического университета.
Действительный государственный советник Российской Федерации 3 класса, вице-президент и член Президиума Федерации психологов образования России. Заместитель председателя совета Учебно-методического объединения вузов РФ по направлению «Психолого-педагогическое образование».
Действительный член (академик) Академии космонавтики России, Международной Академии психологических наук, Международной Академии ноосферы. Член международной Ассоциации прикладной психологии, Международной Ассоциации профессионального консультирования и образования, Европейской сети психологии труда и организационной психологии, Наблюдательного Совета Европейского Фонда Образования и ряда других.

## Биография
1963 г. — окончил Ленинградский электротехнический институт связи (сейчас — Санкт-Петербургский государственный университет телекоммуникаций) имени В. А. Бонч-Бруевича.
1969 г. — окончил очную аспирантуру факультета психологии Ленинградского государственного университета (сейчас — Санкт-Петербургский государственный университет), защитив диссертацию на тему «Обнаружение слабых сигналов человеком-оператором».
1972 г. — возглавил лабораторию психофизики, а затем (с 1975 до 1987 г.) был заместителем директора по научной работе в Институте психологии Академии Наук СССР (сейчас — Институт психологии Российской Академии Наук).
1977 г. — защитил докторскую диссертацию на тему «Основы психофизической теории сенсорных процессов».
1991—2001 гг. — работал в должности руководителя Департамента профессионального обучения и развития человеческих ресурсов Министерства труда РФ (с 1996 г. — Министерство труда и социального развития Российской Федерации).
2005—2011 гг. — проректор по научной работе Московского городского психолого-педагогического университета.
2011—2016 г. — проректор по учебно-методическому объединению (УМО) МГППУ.
С 2016 г. — проректор по межведомственному взаимодействию МГППУ. В последние годы Юрий Михайлович был советником при ректорате.

## Научная деятельность
Ю. М. Забродиным были разработаны методологические и теоретические основы психофизики, сформулированы концепции сенсорного пространства, индивидуальной обработки и семантической оценки информации, предложена оригинальная модель идеального наблюдателя.
Особенно важной для дальнейшего развития психофизики стала разработанная Ю. М. Забродиным теория сенсорно-перцептивных процессов, позволившая сформулировать обобщенный психофизический закон, из которого как частные случаи в известных ограничениях следуют классические психофизические законы Фехнера и Стивенса. Эти труды по праву дают основания считать Ю. М. Забродина основоположником отечественной научной школы современной психофизики.
Ю. М. Забродин и его ученики также исследовали проблемы принятия решений, организации и регуляции поведения, в том числе изучение тонких механизмов психической регуляции поведения на разных уровнях и в разных видах профессиональной деятельности. Результаты, полученные в этих исследованиях, опубликованы в работах «Управление человеческими ресурсами: психологические проблемы» (1994), «Очерки теории психической регуляции поведения» (1997), «Психология личности и управление человеческими ресурсами» (2002), дали возможность выйти на новый уровень обобщения, интерпретировать их в акмеологической, а не адаптационной парадигме.

## Издательская деятельность
Председатель редакционного совета научного журнала «Психология и право». Главный редактор сетевого журнала «Вестник практической психологии образования». Член редакционных коллегий научных журналов:
- «Экспериментальная психология»[9]
- «Психологический журнал»[10]
- «Прикладная психология»
- «Человеческие ресурсы»

## Преподавательская деятельность
Под научным руководством Ю. М. Забродина подготовлено более 200 кандидатов наук, более 10 докторов наук.
Ю. М. Забродин активно занимался преподавательской работой, в том числе за рубежом. В 1977—2008 гг. он читал лекции в Гарвардском, Колумбийском, Калифорнийском и Стэнфордском университетах США, Парижском и Берлинском университетах, университетах Осло, Хельсинки и Пекина. В годы работы в МГППУ читал курсы «Экономическая психология», «Психология экономического поведения», «Организационная психология».

## Награды и звания
- Медаль «За отличие в охране государственной границы» (1975 г.)
- Орден «Знак Почёта» (1976 г.)
- Почетный знак «Отличник народного просвещения СССР» (1990 г.)
- Медаль «В память 850-летия Москвы» (1997 г.)
- Почетная грамота Министерства образования РФ (2001 г.)
- Нагрудный знак «Почетный работник высшего профессионального образования Российской Федерации» (2007 г.)

## Основные публикации
Ю. М. Забродин опубликовал более 300 научных работ в России и за рубежом, в том числе 12 монографий.
1. Advances in Psychophysics / Eds. H.-G. Geissler & Yu.M. Zabrodin. — Berlin: VEB Deutscher Verlag der Wissenshaften, 1976.
2. Забродин Ю. М., Лебедев А. Н. Психофизиология и психофизика. М., 1977.
3. Вопросы кибернетики. Математическое моделирование в психологии / Под ред. Г. Е. Журавлева, Ю. М. Забродина, В. Ф. Рубахина. М., 1979.
4. Психофизика сенсорных систем / Ред.: Б. Ф. Ломов, Ю. М. Забродин. М., 1979.
5. Вопросы кибернетики. Проблемы измерения психических характеристик человека в познавательных процессах / Под ред. Ю. М. Забродина. М., 1980.
6. Забродин Ю. М., Фришман Е. З., Шляхтин Г. С. Особенности решения сенсорных задач человеком. М., 1981.
7. Psychophysical judgment and the process of perception (XXIInd International Congress of Psychology Leipzig GDR July 6-12, 1980) / Eds. H.-G. Geissler & P. Petzold, co-eds. H.F.J.M. Buffart & Yu.M. Zabrodin. — Amsterdam — Oxford, 1982.
8. Забродин Ю. М. «Модель личности» в психодиагностике: Для практических психологов. Книга первая / Всеросс. научно-практич. центр профориентации и психологич. поддержки населения. — М., 1994.
9. Забродин Ю. М. Очерки теории психической регуляции поведения. — М., 1997.
10. Забродин Ю. М. Психология личности и управление человеческими ресурсами. — М.: Финстатинформ, 2002